# Mosjav

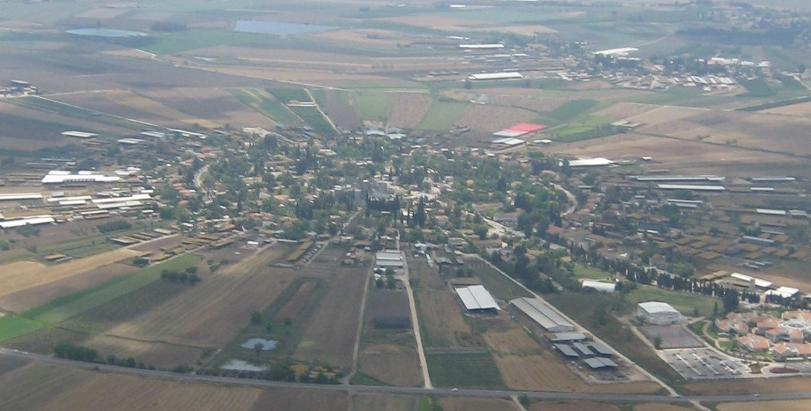
Mosjav Nahalal in de Jezreelvallei

Een mosjav (Hebreeuws: מושב; letterlijk zetel of stoel) is een coöperatieve landbouwnederzetting in Israël. De eerste mosjavs werden opgericht door Joodse bewoners van het Britse Mandaatgebied Palestina.
De andere vorm van coöperatie, de kibboets, bleef echter de oogappel van de overwegend socialistische en voluntaire Joods-Palestijnse regering. De reden hiervoor was dat de gedeeltelijke coöperatie van de mosjav – vooral in de landbouwproductie, maar ook in de consumptie van voornamelijk diensten – verbleekte bij de verregaande coöperatie van de collectieve kibboets.
Dit veranderde na de onafhankelijkheid van Israël in 1948, toen bleek dat de mosjavs en niet de kibboetsen het aankonden en vooral aandurfden om grote aantallen vluchtelingen en immigranten uit Europa en uit Arabische landen op te nemen.
Heden ten dage is de mate van coöperatie in de mosjavs over het algemeen sterk teruggelopen. Bij sommige is het coöperatief bedrijf zelfs geheel ontbonden.